# Question of Faith
Question of Faith è un singolo del duo musicale britannico Lighthouse Family, pubblicato nel 1998 ed estratto dal loro secondo album in studio Postcards from Heaven.
Il brano è stato scritto da Paul Tucker.

## Tracce
- CD

1. Question of Faith (7" mix)
2. Question of Faith (Idjut Boys Mix Edit)
3. Question of Faith (Disco Central Mix)